# Betzingen
Betzingen is een plaats in de Duitse gemeente Reutlingen, deelstaat Baden-Württemberg, en telt 10.805 inwoners (31-12-2007).

## Geschiedenis
De oudste nederzetting op de plek van Betzingen was van de Alemannen in de 5e en 6e eeuw. De eerste schriftelijke vermelding dateert van 12 maart 1258: Heinrich Vink von Schlossberg en zijn zoon droegen het bezit bij Beczingin over aan het klooster te Pfullingen.
Vanaf de 15e eeuw kwam het grootste deel van Betzingen in handen van ziekeninstellingen uit Reutlingen. Zo kwam de plaats uiteindelijk in bezit van de stad Reutlingen zelf. De oudste schriftelijke vermelding waaruit blijkt dat Betzingen onder Reutlingen viel dateert uit 1480.
De Dertigjarige Oorlog (1618-1648) bracht Betzingen verwoesting en armoede. Hierna ontwikkelde zich in het dorp een kleinschalige weefproductie omdat een deel van de boeren overschakelde op dit ambacht.
In 1803 werd de Rijksstad Reutlingen opgeheven, waardoor Betzingen voor het eerst sinds eeuwen los van deze stad kwam te staan. Met 1000 inwoners werd het dorp nu een zelfstandige gemeente.
Vanaf midden 19e eeuw ontwikkelde zich een textielindustrie in Betzingen. In 1861 kreeg de plaats een aansluiting op het spoorwegnet.
Op 1 april 1907 werd de gemeente Betzingen opgeheven en kwam het dorp weer onder Reutlingen te vallen.